# Fairy Tail
Fairy Tail (jap. フェアリーテイル, Fearī Teiru) ist ein Manga von Hiro Mashima, der zwischen August 2006 und Juli 2017 erschienen ist. Das Werk, das von den Abenteuern einer jungen Magierin und ihren Gefährten erzählt, lässt sich in die Genres Shōnen, Action, Abenteuer, Comedy und Fantasy einordnen. Ab 2009 wurde der Manga als Anime-Fernsehserie adaptiert und knapp zehn Jahre später beendet. Der Manga erhielt mehrere Spin-offs, Artbooks, Original Video Animations, Anime-Filme und 2018 sogar eine Manga-Fortsetzung mit dem Titel Fairy Tail – 100 Years Quest, der von Atsuo Ueda statt Mashima gezeichnet wird, da dieser parallel an seinem neuen Manga Edens Zero arbeitet.

## Handlung

### Einführung
Fairy Tail spielt im fiktiven Earthland, einer Welt der Magie. Die Magie, mit der stets Handel betrieben wird, ist ein fester Bestandteil des Lebens der Einwohner. Neben den Händlern gibt es auch noch Menschen, die von der Magie leben, welche man als Magier bezeichnet. Magier gehören verschiedenen Gilden an, in denen sie Aufträge annehmen. In der Stadt Magnolia, die im Königreich Fiore liegt, residiert eine der stärksten Gilden des Landes, Fairy Tail.
Im Mittelpunkt der Handlung steht unter anderem Lucy Heartfilia, die von Zuhause fortläuft, um Fairy Tail beizutreten. Auf ihrem Weg trifft sie den Dragonslayer Natsu Dragonil, der auf der Suche nach seinem vor 7 Jahren verschwundenen Ziehvater, dem Drachen Igneel, ist. Sein Wegbegleiter ist eine fliegende blaue Katze namens Happy. Nachdem Natsu Lucy vor einem Magier, der sich als der Salamander ausgibt, rettet, und sich schließlich als der wahre Salamander offenbart, folgt sie ihm zu seiner Gilde Fairy Tail und tritt dieser bei.
Sie gründet ein Team mit Natsu und Happy, zu dem jedoch zeitweise auch der Eismagier Gray Fullbuster und die Waffenmagierin Elsa Scarlet gehören. Das Team um Lucy geht zusammen auf Missionen, um Geld zu verdienen. Diese werden in der Regel von normalen Menschen ausgeschrieben (z. B. Monster jagen), wobei es oft zu Kämpfen mit illegalen Gilden, den sogenannten dunklen Gilden, und anderen Bösewichten kommt.

### Erste Abenteuer
Eines Tages wird Fairy Tail von der Gilde „Phantom Lord“ angegriffen. Sie wird jedoch von den Magiern aus Fairy Tail besiegt und somit aufgelöst. Dadurch treten zwei neue Magier der Gilde bei: Die Wassermagierin Juvia Lockser, die schon bei der ersten Begegnung Gefühle für Gray entwickelt, und der Metall-Dragonslayer Gajeel Redfox, der von dem Drachen Metalicana großgezogen wurde.
Die Gilde trifft des Weiteren auf Gerard Fernandes, ein Kindheitsfreund von Elsa. Er wurde von Ultear Milkovich manipuliert, um den „Paradiesturm“ zu benutzen, um den Schwarzmagier Zeref wiederzubeleben. Natsu besiegt Gerard und zerstört den Tower of Heaven. Später wird die Gilde von Laxus Dreyar, dem Enkel des Gildenmeisters Makarov Dreyar, angegriffen. Dieser gehört eigentlich selbst zur Gilde, verlangt jedoch nach mehr Kraft und denkt diese durch ein Kampfturnier innerhalb der Gilde zu bekommen. Nach einem schwierigen Kampf, den Natsu letztendlich gewinnt, wird Laxus aus der Gilde verbannt.
Zur Bekämpfung der dunklen Magiergilde Oración Seis wird eine Gildenallianz gegründet. Zu dieser Allianz gehören ausgewählte Magier von den Gilden Blue Pegasus, Lamia Scale, Cait Shelter und Fairy Tail. Oración Seis versucht Gerard, der beim letzten Kampf in eine Art Koma gefallen war, wiederzuerwecken. Er soll ihnen den Standort der Waffe Nirvana verraten, mit deren Hilfe sie das Licht gegen die Dunkelheit tauschen wollen. Gerard jedoch, der sein Gedächtnis verloren hat, stellt sich auf die Seite von Fairy Tail. Im Laufe der Kämpfe wird Nirvana aktiviert, später jedoch durch die Allianz zerstört. Nachdem die Kämpfe vorüber sind, erscheint der neuformierte Hohe Rat und nimmt die Oración Seis sowie Gerard gefangen. Wie sich herausstellt, existierte Cait Shelter jedoch nur, um Wendy, dem Dragonslayer des Himmels, ein Gefühl von Familie zu geben. Tatsächlich bestand sie nur aus dem Geist des Erschaffers von Nirvana. Nach deren Zerstörung sieht er seine Aufgabe als erfüllt an und findet Frieden. Wendy tritt daraufhin als dritter Dragonslayer Fairy Tail bei. Wendy wird von der fliegenden weißen Katze Charle begleitet.

### Edolas
Natsu, Lucy, Gajeel und Wendy gelangen in das Paralleluniversum Edolas, nachdem die komplette Stadt Magnolia sowie alle Einwohner durch ein Anima absorbiert wurden. Da es in Edolas keine menschlichen Magier, sondern nur magische Gegenstände gibt, sind die einzigen Lebewesen, die Magie anwenden können, Exceeds genannte Katzen. Hier lernen Happy und Charle ihre Wurzeln kennen. Sie wurde von der Exceed-Königin Chagot nach Earthland geschickt. Zusammen mit den Exceeds besiegt Fairy Tail den bösartigen König Faust, der die Exceed auslöschen will. Um unbegrenzt Magie zur Verfügung zu haben, haben die Edolas-Menschen das Animasystem entwickelt. Es absorbiert Magie und Lebensenergie aus Earthland, wo diese unbegrenzt zur Verfügung steht, und speichert sie in der Form von Lacrima. Durch eine Verschmelzung des Magnolia-Lacrimas und der Heimat der Exceed, Extalia, soll eine Quelle unendlich vorhandener Magie geschaffen werden. Durch die Zusammenarbeit von Fairy Tail und den Exceed wird dieses Ereignis abgewendet und König Faust besiegt. Mystogan, einer der stärksten Magier Fairy Tails, gibt sich als Sohn von Faust zu erkennen und wird zum neuen König von Edolas. Dafür verlässt er jedoch Fairy Tail. Er hat außerdem für eine Umkehrung des Animasystems gesorgt, wodurch sämtliche Magie aus Edolas nach Earthland transportiert wird, inklusive Natsu, Lucy etc. und aller Exceed. Zusammen mit den Exceeds kehrt die Gruppe wieder nach Earthland zurück. Ein Exceed, Pantherlily, entscheidet sich dafür, Gajeel als dessen Partner zu begleiten. Außerdem taucht Lissana wieder auf, welche zwei Jahre zuvor verschwunden und für tot befunden wurde. Auch sie schließt sich Fairy Tail wieder an.

### S-Klasse-Examen
Nach einiger Zeit werden einige Mitglieder von Fairy Tail ausgewählt, um an dem S-Klasse-Examen der Gilde teilzunehmen. Dies sind Natsu, Gray, Juvia, Elfmann, Cana, Freed, Levy und Mest. Sie werden mit den jetzigen S-Klasse-Magiern (Mirajane, Elsa und Gildarts) nach Tenroujima, dem „heiligen Boden“ der Fairy-Tail-Magier (dort liegt die erste Gildenmeisterin Mavis begraben) geschickt. Dort kommt es zu einem Angriff der dunklen Gilde Grimoire Heart, die den sich auf der Insel befindenden Zeref suchen. Der von der Gilde verbannte Laxus kommt ihnen zu Hilfe, und so schaffen sie es, die dunkle Gilde inklusive des Gildenmeisters Hades zu besiegen. Es stellt sich heraus, dass die Suche und Wiedererweckung von Zeref sinnlos war, da er nie versiegelt wurde. Während seines Lebens hat er viel Leid über die Welt gebracht und an einem bestimmten Punkt wurde er der Wertigkeit des Lebens gewahr. Er unterdrückte seine zerstörerischen Kräfte, so gut es ging und beschritt einen friedlichen, neutralen Weg. Durch die Ereignisse hat er jedoch seinen Glauben an die Menschlichkeit wieder verloren. Nachdem er Hades getötet hatte, wurde Tenroujima jedoch von dem Drachen Acnologia angegriffen. Für Zeref war dies der Beginn eines neuen Zeitalters. Die Gildenmitglieder von Fairy Tail aktivieren zusammen mit dem Geist der Gründungsmeisterin, Mavis Vermillion, durch ihren Zusammenhalt und Überlebenswillen eine der drei großen Magien Fairy Tails und belegen die Insel mit einem Schutzzauber, der jedoch auch dafür sorgt, dass die gesamte Insel inklusive der Fairy-Tail-Mitglieder als Energie sieben Jahre lang in der Zeit eingefroren ist. Dann wird der Prozess umgekehrt.

### Sieben Jahre später
Nach den sieben Jahren kehren die als verschollen geltenden Gildenmitglieder nach Magnolia zurück. Sie müssen jedoch feststellen, dass Fairy Tail mittlerweile zu den schwächsten Gilden in Fiore gehört. Daraufhin entschließen sie sich, am Großen Magier-Festival teilzunehmen, an dem auch die nun zweitstärkste Gilde Lamia Scale und die stärkste Gilde Sabertooth dabei sein wird. Fairy Tails Ziel ist es diesen Wettkampf zu gewinnen, um ihre Ehre wiederzuerlangen, da die Siegergilde zur stärksten Gilde im Königreich Fiore ernannt wird. Das Turnier ist in fünf Tage unterteilt, bei dem jeweils ein Tag einen Wettbewerbsteil und einen Kampfteil enthält. Die Sieger des jeweiligen Teils bekommen die meisten Punkte und die Letzten gar keine, und aus der Anzahl dieser Punkte wird die Rangliste erstellt. Fairy Tail nahm anfangs sogar mit zwei Teams von insgesamt acht finalen Teams teil, diese beiden mussten sich aber nach der Disqualifikation von Raven Tail zu einem Team (Natsu, Gajeel, Laxus, Elsa und Gray) zusammenschließen, da ein Team immer aus fünf Gildenmitgliedern bestehen muss. Nach einigen Startschwierigkeiten fing es an, besser für Fairy Tail zu laufen, besonders im Tag-Team Kampf: Natsu und Gajeel gegen die beiden Dragonslayer Sting und Rogue von Sabertooth, die so genannten Dragonslayer der dritten Generation sind, also von Drachen unterrichtet wurden, Lacrimakristalle als Energiezusatz in sich tragen und ihre eigenen Drachen umgebracht haben. Trotzdem besiegt Natsu sie sogar allein. Mit diesem Sieg erreichte Fairy Tail den ersten Ranglistenplatz. Kurz nach dem Kampf entdeckt Gajeel einen Drachenfriedhof unter dem Stadion und ruft die anderen Mitglieder zu sich. Wendy benutzt die spezielle Magie, Milky Way, und erweckt damit eine Drachenseele wieder zum Leben, die ihnen erzählt, dass vor 400 Jahren die Drachen die Herrscher über die Welt waren, doch dann sich eines Tages ein Drache beschloss, dass Menschen und Drachen in Frieden miteinander leben sollten. Daraufhin entbrach ein Krieg zwischen den Befürwortern und den Drachen, die dagegen waren.
Die Drachen, die die Menschen respektierten, lehrten sie die Dragonslayer-Magie, um damit schließlich diesen Krieg zu gewinnen. Doch die stärksten Dragonslayer wendeten sich gegen ihre Drachen und brachten diese um. Der stärkste unter diesen, der auch die meisten Drachen tötete, war Acnologia (König der Drachen), der von Zeref, dem mächtigsten dunklen Magier, später in einen Drachen verwandelt wurde. Plötzlich taucht im Friedhof Oberst Arcadios mit Yukino, ebenfalls wie Lucy, einer Stellarmagierin, auf und schildert ihnen seinen Plan über das Eclipse Project. Dieses Eclipse Project ist ein Tor, welches die Energie der Turnierteilnehmer schon die letzten sieben Jahre gesammelt hat, um in 3 Tagen wo sich Mond und Sonne überschneiden, mit Hilfe der zwölf goldenen Schlüsseln von Yukino und Lucy, die Dimension der Stellarwelt, in der die Zeit langsamer vergeht, zu nutzen, um 400 Jahre in die Vergangenheit zu reisen. Der Plan sieht vor, Zeref davon abzuhalten, unsterblich zu werden und ihn und Acnologia endgültig zu besiegen. Leider wird ihr Vorhaben von der königlichen Armee gestört und Arcadios, Yukino und Lucy werden festgenommen. Anschließend wird den restlichen Mitgliedern von Fairy Tail eine Audienz beim König angeboten, um ihn womöglich umzustimmen, dies ist aber an die Bedingung geknüpft, dass sie das Turnier gewinnen.
Schlussendlich entwickeln die Mitglieder einen Plan um Lucy zu befreien. Während sich Natsu, Mirajane und Wendy in das königliche Gefängnis einschleichen bestreitet das andere Team, ergänzt durch Juvia das Turnier. Nach einem harten Kampf können diese auch den Sieg erringen und Fairy Tail ist damit wieder die stärkste Gilde in Fiore. Währenddessen erfährt das Rettungsteam von einer zweiten Lucy, was passieren wird. Diese war mit Hilfe von Eclipse in die Vergangenheit gereist, um zu erklären, dass ein Schwarm von 10.000 Drachen in ihrer Zukunft die Welt fast komplett zerstört hat. Es erscheint ebenfalls Rogue, welcher sieben Jahre aus der Zukunft gereist war um die Kontrolle über die Welt zu erlangen. Er will Lucy beseitigen, da sie die einzige ist die seinen Plan verhindern kann. Die Zukunfts-Lucy opfert sich jedoch um ihr jetziges Ich zu retten. Es kommt daraufhin zum Kampf zwischen Natsu und Rogue, wobei Rogue deutlich überlegen scheint. Wie sich zeigt hatte er der Prinzessin falsche Informationen gegeben, demnach sollte der Schwarm Drachen einfach so erscheinen und mit Hilfe der Eclipse-Kanone, einer Modifikation des ursprünglichen Eclipse-Portal, sollte es möglich sein, ihn zu vernichten. Überzeugt von diesem Plan bereitet Prinzessin den Einsatz dieser Waffe vor, während der König die Magiergilden versammelt, um gemeinsam zu kämpfen.
Tatsache ist jedoch, dass die Eclipse-Kanone eine Lüge ist und es sich stattdessen um ein Portal in die Vergangenheit handelt. Durch dieses gelingt es sieben Drachen in die gegenwärtige Zeit einzudringen. Bevor weitere Drachen in die Gegenwart gelangen können, gelingt es Lucy und Yukino das Portal zu schließen. Rogues Plan sieht vor, die Drachen durch Magie zu kontrollieren und mit ihnen erst Acnologia zu besiegen, welcher in seiner Zeit über die Welt herrscht und die Menschheit an den Rand der Vernichtung getrieben hat und dann selbst über die Welt zu herrschen. Während des Kampfes mit den Drachen und den Monstern, die von einem der Drachen abgesetzt wurden finden u. a. Lucy, Gray, Gajeel sowie Jet und Droy den Tod. Jedoch gelingt es Ultear, der Tochter von Ur und Freundin von Gerard, mit Hilfe eines Zaubers die Zeit um exakt eine Minute zurückzudrehen. Die Magier nutzen diese Minute aus um einen Gegenschlag durchzuführen, da sie wissen was in einer Minute passieren wird. Sie opfert hierfür jedoch ihre Lebenszeit. Auch die vorausgegangenen Tode werden damit rückgängig gemacht. Währenddessen gelingt es Natsu einen Drachen („Atlas Flame“) der Kontrolle von Rogue zu entziehen, dieser erkennt nämlich in Natsu den „Sohn“ seines Freundes Igneel. Natsu kann Rogue schließlich besiegen und Eclipse zerstören. Dadurch werden die Drachen und Rogue in ihre jeweilige Zeit zurückversetzt. Rogue gibt Natsu noch den Auftrag seinen Exceed („Frosch“) zu beschützen, da dessen Tod der Ursprung für Rogues Wandlung sein wird.
Nach dem gewonnenen Kampf kommt es zu einem großen Fest im Palast, bei dem fast alle Feindschaften zwischen den Gilden beigelegt werden sowie Fairy Tail zum Sieger und damit zur stärksten Gilde in Fiore erklärt wird. Nach dem Fest kehrt die Gilde nach Magnolia zurück, wo sie jubelnd empfangen wird. Makarov muss jedoch erkennen, dass Natsu die Krone des Königs hat mitgehen lassen.

### Kampf gegen Tartaros
Die Gruppe wird von Warrod Sequen, einem der vier Götter Ishgars, beauftragt das Sonnendorf zu entfrieren. Während ihrer Mission erfahren sie von einem Dämon, dass „die Tore geöffnet wurden“. Nachdem sie es geschafft haben, hat Tartaros, eine dunkle Gilde aus den Büchern von Zeref, den Rat außer Doranbolt ermordet. Des Weiteren hat ein Mitglied von Tartaros Laxus' Gruppe in einem Kampf schwer vergiftet. Währenddessen wollten die Fairy Tail Mitglieder die ehemaligen Ratsmitglieder vor Tartaros retten, wobei nur Natsu und Lucy einen retten konnten. Dieser erzählte ihnen dann, dass Tartaros Face benutzen will, um die Magie aller Leute zu nehmen, um END, den mächtigsten Dämon aus Zerefs Büchern, auferstehen zu lassen. Nachdem es Wendy gelungen ist, Face zu zerstören, stellt es sich heraus, dass es Hunderte mehr davon gibt. Später tauchen die Drachen nach ihrem Verschwinden im Jahr 777 erstmals wieder auf und schaffen es alle Faces zu zerstören. Acnologia kehrt zurück, um beide Gilden zu vernichten, und veranlasst auch Igneel, der sich offenbar in Natsu eingeschlossen hat, aufzutauchen und gegen Acnologia zu kämpfen. Acnologia tötet Igneel jedoch vor dem hilflosen Natsu, der sich nach dem Kampf auf eine Trainingsreise begibt, um Igneel zu rächen.

### Alvarez-Imperium
Ein Jahr später kehrt Natsu zurück und stellt fest, dass der Meister von Fairy Tail, Makarov Dreyar, vergeblich versucht hat, eine Invasion des Alvarez-Imperiums aufzuschieben, welches Zeref regiert. Zeref und seine Truppen greifen Fiore an und beabsichtigen, Mavis’ Leichnam zu entwenden, der unter Fairy Tails Gildenhaus erhalten bleibt. Dort befindet sich eine Quelle unendlicher magischer Kraft, die Fairy Heart genannt wird. Im Kampf gegen Zeref wird Natsu über seine eigene Identität als Zerefs jüngerer Bruder und die wahre Inkarnation von END informiert, die Zeref töten soll. Wenn Natsu dies nicht tut, extrahiert und absorbiert Zeref Fairy Heart, um die gegenwärtige Zeitachse mit einer neuen zu überschreiben, in der er die Gräueltaten verhindern könnte, die er und Acnologia verursacht haben. Natsu kann Zeref nicht aufhalten, um die drastischen Änderungen der Geschichte zu beenden, die dadurch entstehen würden. So überarbeitete Lucy das Buch END, um Natsu zu einem Menschen zu machen. Mavis hebt schließlich ihren und Zerefs gemeinsamen Fluch der Unsterblichkeit auf, indem sie seine Liebe erwidert, was sie beiden umbringt.

### Der Kampf mit Acnologia
Natsu schafft es Zerefs Tod zu überleben und wird in den Zeitraffer gesaugt, wo auch Acnologia ist, dessen Körper und Geist auseinandergenommen wurden. Während Fiores Streitkräfte es schaffen Acnologias Körper zu versiegeln, schafft es Natsu Acnologias Geist zu zerstören, was auch Acnologias Körper zerstört und somit Acnologias Treiben ein Ende setzt. Ein Jahr später bricht Fairy Tail auf, um den 100-Jahre-Auftrag zu erhalten.

## Hauptfiguren

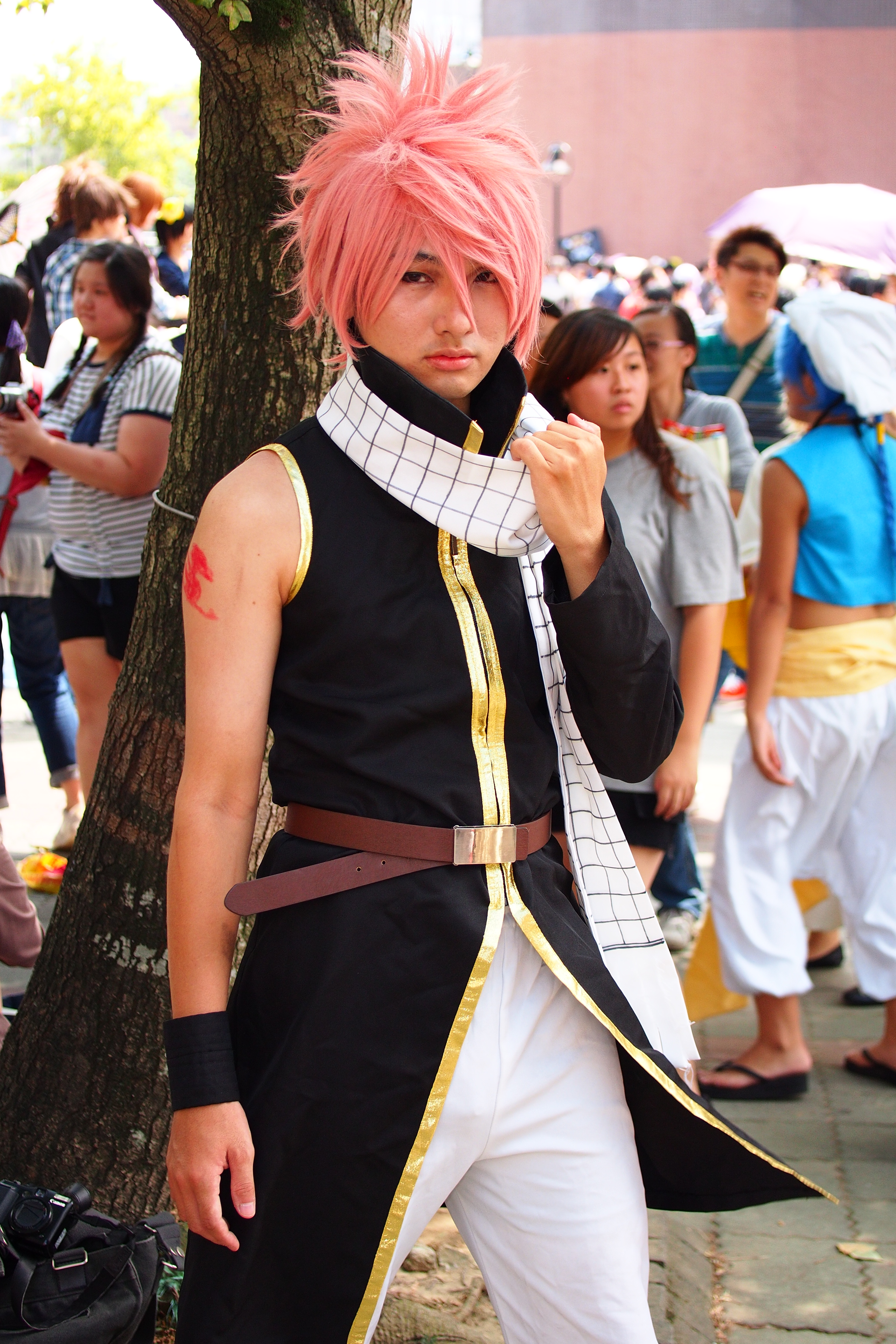
Cosplayer als Natsu Dragneel

Natsu Dragonil / Natsu Dragneel (ナツ・ドラグニル, Natsu Doragoniru)
Natsu ist Mitglied der Magiergilde Fairy Tail. Er ist ein Dragonslayer, dies ist eine uralte Kampfmagie, mit der man auch Drachen töten könnte. Er wurde als kleines Kind vom Drachen Igniel trainiert, ausgebildet und aufgezogen. Als dieser am 7.7.777 (Zeitrechnung in Fiore) verschwindet, zog Natsu in die Welt hinaus, um ihn zu suchen und kam schließlich so in die Gilde von Fairy Tail. Es ist bisher nicht bekannt, wie alt Natsu wirklich ist. Bei Fairy Tail Kampf Festival, indem es darum ging Laxus, den Enkelsohn vom Master, zu besiegen, konnte Natsu aus einer Runenbarriere nicht heraus. Die Runen schrieben vor, dass keine Statuen und keine Menschen über 80 Jahren hindurch konnten. Er ist lebensfroh, sympathisch und besitzt einen eisernen Willen, der so groß ist wie sein Appetit. Wie alle Dragonslayer bezieht Natsu seine Kräfte vor allem durch die Nahrungsaufnahme des gleichen Elements, dessen Magie er ausübt, in seinem Fall durch Feuer. Dadurch ist er auch relativ resistent gegen andere Feuermagie. Jedoch reagiert er sehr wütend und aggressiv, sobald jemand seinen Freunden oder seiner Gilde angreift oder Leid zufügen will. Sein berühmter Name ist „Salamander“. Natsus größte Schwäche ist seine Reisekrankheit. Sobald er in einem Gefährt oder einem Boot sitzt, wird ihm übel und schwindelig. Das beeinträchtigt, in manchen Situationen, auch seine Kampfkraft. Es scheint allerdings, dass dies generell eine Schwäche von Dragonslayern ist. Sein bester Freund ist der geflügelte Kater Happy, der ihn auf seine Missionen immer begleitet und unterstützt. Sein ewiger Rivale seit Kindheitstagen ist der Eismagier Gray Fullbuster. Dennoch ist er mit ihm, Happy, Lucy und Elsa in einem Team.
Lucy Heartfilia (ルーシィ・ハートフィリア, Rūshi Hātofiria)
Lucy ist eine 17-jährige Magierin, welche immer davon träumte, bei Fairy Tail aufgenommen zu werden. Sie stammt aus einer wohlhabenden Familie, riss aber nach dem Tod ihrer Mutter aus, weil sie ihren Vater aufgrund seiner Vernachlässigungen und Beschimpfungen verachtet. Bis heute hat sie den Tod nicht verkraftet, weswegen sie ihrer verstorbenen Mutter immer noch Briefe schreibt. Mit ihrer Attraktivität und ihren weiblichen Reizen versucht sie stets sich – jedoch wirkungslos – Vorteile zu verschaffen. Lucy ist eine Stellargeist-Magierin und besitzt demzufolge einen Schlüsselbund mit verschiedenen Schlüsseln, mit denen sie jeweils einen Stellargeist rufen kann, von denen jeweils eine individuelle Eigenschaft und Magie besitzt.
Lucy bildet mit Natsu, Happy, Gray und Elsa ein Team innerhalb der Gilde. Gerade mit Natsu verbindet sie eine spezielle Freundschaft, da er sie vor der Versklavung durch den skrupellosen Sklavenhändler Bora rettet und so zu Fairy Tail brachte, auch wenn er sie häufig ärgert oder unangemeldet in Lucys Wohnung einsteigt. Auch sonst hat sich Lucy als fester Bestandteil von Fairy Tail entwickelt. Das wurde klar, als die rivalisierende Gilde Phantom Lord Fairy Tail aufgrund eines Auftrags von Lucys Vater angriff, die Gilde soll Lucy wieder zurück nach Hause bringen, damit sie zwangsverheiratet werden soll, um den Großkonzern ihres Vaters zu vergrößern. Lucy ist zudem ein Fan von Literatur und besitzt eine spezielle Lesebrille, mit der sie ein Buch in vier- bis 32facher Geschwindigkeit lesen kann. Besonders die Bücher von Zekua Melon haben es ihr angetan, was bei einem ihrer ersten Aufträge sehr von Nutzen ist. Außerdem arbeitet sie an einem eigenen Roman, wodurch sie Freundschaft mit der Gildengenossin Levy McGarden schließt.
Auch wenn sie anfangs schwach erscheint, stellt sich schnell raus, dass sie mit einigen starken Gildenmitglidern mithalten kann.
Gray Fullbuster (グレイ･フルバスター, Gurei Furubasutā)
Gray ist Mitglied bei Fairy Tail und Natsus Rivale. Das liegt an der Eismagie, die Gray ausübt und somit im Kontrast zum Feuer steht. Dennoch sind sie im Grunde genommen gut befreundet. Er wurde zusammen mit dem jungen Lyon von der Magierin Ull ausgebildet, nachdem sein Heimatdorf vom riesigen Dämon Deliora vernichtet wurde. Er war der einzige, der den Angriff überlebte. Nachdem Ull sich mit dem Zauber Iced Shell opferte, um den Dämon einzufrieren und so Gray und Lyon das Leben rettete, zog er in die Welt hinaus und kam so zu Fairy Tail.
Gray hat einen sehr kühlen Charakter. Er beherrscht Form-Magie und ist so in der Lage, feste Objekte wie einen Hammer oder einen Käfig aus Eis herzustellen, je nachdem wie die Situation es gerade verlangt. Durch seine Magie kann er auch Wasser in Eis gefrieren. Ein Element seines Trainings war es, Temperaturen auch unter dem Gefrierpunkt fast ohne Kleidung auszuhalten. Daraus hat sich eine Angewohnheit Grays entwickelt, in der er sich unbewusst bis auf die Unterwäsche auszieht, was öfters sehr irritierend für Anwesende ist. Er wird zudem sehr wütend, wenn er Elsa weinen sieht.
Elsa Scarlett / Erza Scarlet (エルザ・スカーレット, Eruza Sukāretto)
Elsa, auch unter dem Spitznamen Titania, ist zusammen mit Laxus, Mistogan, Mirajane und Gildarts eine der stärksten Magierinnen bei Fairy Tail und gehört deswegen der S-Klasse an. Sie ist 19 Jahre alt und verfügt über eine spezielle Magie, mit der sie Rüstungen und Waffen aus einer anderen Dimension rufen kann, in der sie sie vorher eingelagert hat, weswegen sie den Eindruck einer Walküre macht. Elsa ist eine ehemalige Sklavin eines fanatischen Magierkultes, konnte aber unter Einsatz ihres Lebens und dem ihrer Freunde fliehen, wobei sie aber ein Auge verlor. Der Mitsklave Rob, ein Fairy-Tail-Mitglied vor seiner Versklavung, starb vor ihren Augen, was ihren Kampfgeist weckte und ihr den eisernen Willen zum Leben in Freiheit gab. In diesem Moment erlernte sie ihre magischen Fähigkeiten. Um ihre Schuld gegenüber Rob zu begleichen, schließt sie sich Fairy Tail an. Dort erhielt sie auch ein künstliches Auge, weshalb man ihr ihre Verletzung nicht mehr ansieht (aber ihr rechtes Auge kann nach der Operation keine Tränen vergießen).
Sie hasst nichts mehr als Streit und Zank, was bei der Gilde gefürchtet ist. Vor allem die sonst so gegeneinander rivalisierenden Natsu und Gray kann sie zähmen, die bei ihrer Art Angst vor Repressalien von Elsa fürchten. Dennoch steht Elsa ihren Genossen stets tapfer zur Seite. Auf jeden, den sie als Feind betrachtet, wirkt sie sehr gruselig.
Wendy Marvell (ウェンディ・マーベル, Wendi Māberu)
Wendy ist eine zwölfjährige Magierin, die ihren ersten Auftritt als Repräsentantin der Magiergilde Cait Shelter in der Gildenallianz zur Bekämpfung von Oracion Seis hat. Sie ist der Dragonslayer des Himmels und hat somit ähnliche Fähigkeiten wie Natsu. Zuerst benutzt sie ihre Fähigkeiten jedoch nur zur Heilung und lernt erst später, wie sie diese auch als Waffe einsetzen kann. Wendy wird von einer weißen Katze namens Charle (Carla) begleitet.
Wendy wurde von dem Drachen Grandine aufgezogen, welcher sie, als sie fünf Jahre alt war, verließ. Während sie allein durch die Welt ging, traf sie auf den späteren Mystogan, Gerard aus Edolas. Er war in der Welt unterwegs, um die Animaportale nach Edolas zu schließen, wovon er Wendy allerdings nichts erzählte. Nach einiger Zeit wurde ihm klar, dass es für Wendy zu gefährlich werden würde, wenn sie ihn weiterhin begleiten würde. Er übergab sie daher in die Obhut von Roubaul, dem Wächter der Nirviten, und zog allein weiter. Dieser erschuf für Wendy die Illusion der Gilde Cait Shelter. Erst als die Waffe der Nirviten, Nirvana, vernichtet wurde, gab Roubaul die Illusion von Cait Shelter auf. Daraufhin trat Wendy Fairy Tail bei.
Indem sie Luft „isst“, kann sie ihre Kräfte ähnlich wie Natsu mit Feuer regenerieren. Ihre Luftmagie ist sehr selten. Neben ihrer Heilung und einigen Angriffen fungiert sie auch als Unterstützer, indem sie die Attribute ihrer Kameraden verstärken kann. Ihrer Zauber hierfür sind Armor für verbesserte Rüstung, Arms für verbesserte Angriffe und Bania für erhöhtes Tempo. Mit dem Zauber Troia kann sie außerdem Natsus Reisekrankheit zeitweilig entgegenwirken.
Gajeel Redfox (鉄竜のガジル, Kurogane no Gajiru)
Gajeel ist wie Natsu und Wendy, ebenfalls ein Dragonslayer mit der Fähigkeit, seinen gesamten Körper in Metall zu verwandeln oder auch einzelne Körperteile wie z. B. seine Arme in Schwerter oder Stangen umzuformen. Er ist somit der Dragonslayer des Metalls. Wenn seine Kraftreserven ausgeschöpft sind, kann er sie durch das Verspeisen von metallischen Gegenständen wieder auffüllen oder sogar vervielfachen. Aufgezogen wurde er vom Drachen Metalicana, der ihn jedoch zur selben Zeit wie die Drachen von Natsu und Wendy verließ. Genau wie bei Natsu ist Gajeels Alter unbekannt. Laut einer Barriere, die nur Leute unter 80 Jahren durchlässt, müsste sein Alter mindestens bei 80 liegen, weil er mit Natsu nicht durchgelassen wurde. Ehemals war er ein Mitglied der dunklen Gilde Phantom Lord, die von Lucys Vater den Auftrag bekam, die Gilde Fairy Tail anzugreifen. Doch nach der Niederlage gegen Fairy Tail löste sich die Gilde auf und aus Mitleid und weil er dachte, dass er einsam bleiben würde, bot Makarov ihm an, von Fairy Tail aufgenommen zu werden. Er würde ihm die Angriffe auf Fairy Tail zwar nie verzeihen können, glaubt jedoch an das Gute in ihm. Anfangs musste er sich das Vertrauen seiner neuen Gildenmitglieder aufbauen, was er in späteren Kämpfen, Seite an Seite, gegen diverse Gegner, bewies und damit als vollwertiges Mitglied von Fairy Tail akzeptiert wurde. Gajeels Weggefährte ist seine schwarze Katze Pantherlily, die er aus Edolas mit nach Earthland gebracht hat. Im Verlauf der Handlung stellt sich raus, dass Gajeel als ein Doppelagent zwischen den beiden Gilden Fairy Tail und der dunklen Gilde Raven Tail agiert, als er Makarov, dem Gildenmeister von Fairy Tail, den Aufenthaltsort von Raven Tail verrät. Raven Tail wird von Ivan Dreyar, Makarovs Sohn und Laxus’ Vater geleitet.
Happy (ハッピー, Happī)
Happy stammt ursprünglich aus Extalia, der Welt der Exceed innerhalb von Edolas, einer Parallelwelt von Earthland, wo er geboren wurde. Natsu fand vor einigen Jahren noch als kleiner Junge ein großes Ei, dass er stolz ins Fairy-Tail-Hauptquartier brachte. Gemeinsam mit Makarov, aber auch den damals ebenfalls jungen Mirajane, Lisanna, Elfman, Gray, Elsa und Kana rätselte er, wie man das Wesen im Ei zum Schlüpfen bringen könnte. Nach einem, schon damals üblichen Streit, der vor allem dadurch ausgelöst wurde, dass Mirajane vorschlug, das Ei zu braten und zu verspeisen, woraufhin das Ei in der nächsten Nacht verschwand, schlüpfte Happy. Sein erstes Wort war „Aye!“.

## Veröffentlichungen
Der Manga erschien wöchentlich zwischen 23. August 2006 und 26. Juli 2017 im Shōnen Magazine des Verlags Kōdansha. Die Einzelkapitel wurden auch regelmäßig in insgesamt 63 Sammelbänden zusammengefasst. Dem 26. Band war eine Original Video Animation namens Fairy Tail – Yōkoso Fairy Hills!! (FAIRY TAIL 〜ようこそ フェアリーヒルズ!!〜) beigelegt. Auf Englisch erscheint der Manga bei Del Rey Manga in Nordamerika, auf Französisch bei Pika Édition und auf Italienisch bei Star Comics. In Malaysia erscheint Fairy Tail im Magazin Weekly Comic. Auf Deutsch erschien der Manga zwischen März 2010 und April 2019 komplett bei Carlsen Manga. Seit Dezember 2022 veröffentlicht Carlsen Manga die Reihe als Massiv-Ausgabe in einem größeren Format und mit jeweils über 600 Seiten Umfang; bisher sind 17 von 21 geplanten Bänden verfügbar (Stand August 2025).
Am 2. August 2014 startete im Magazin Nakayoshi des Verlags Kōdansha ein Ableger unter dem Titel Fairy Tail: Blue Mistral von Rui Watanabe. Die Reihe wurde im Dezember 2015 beendet und erschien in vier Sammelbänden. Von Juli 2016 bis September 2017 veröffentlichte Carlsen Manga die Serie komplett auf Deutsch.
Ein weiterer Ableger, der die Vorgeschichte von Mavis Vermillion behandelt, namens Fairy Tail Zero (FAIRY TAIL ZERØ) erschien zwischen dem 17. Juli 2014 und 17. Juli 2015 im Magazin Monthly Fairy Tail und wurde in einem Sammelband zusammengefasst. In den USA erschien dieser bei Kodansha Comics USA. Der deutsche Sammelband erschien am 27. September 2016 bei Carlsen Manga.
Der Ableger Tales Of Fairy Tail – Ice Trail (~氷の軌跡~アイストレイル) von Yūsuke Shirato erschien ebenfalls von Juli 2014 bis Juli 2015 im Magazin Monthly Fairy Tail. Später wurde er in zwei Sammelbänden herausgebracht, die auch in Englisch, Spanisch, Französisch und Italienisch erschienen. Eine deutsche Übersetzung wird seit Januar 2018 von Carlsen Manga veröffentlicht.
Der Ableger Fairy Tail – 100 Years Quest von Atsuo Ueda wird seit dem 25. Juli 2018 im Magazine Pocket veröffentlicht. Bisher sind 21 Bände erschienen (Stand August 2025). Seit Februar 2020 erscheint die Reihe auf Deutsch bei Carlsen in bisher 17 Bänden (Stand: Mai 2025).
Mehrere Kurzgeschichten, die im Universum der Serie spielen, erschienen im Laufe der Serie in wechselnden Magazinen. Ab 2016 wurden diese in zwei Bänden unter dem Titel Fairy Tail S gesammelt herausgegeben. Im Juni und November 2019 erschienen diese auf Deutsch bei Carlsen.
Der Ableger Fairy Tail: Side Stories (FAIRY TAIL外伝 / Fairy Tail Gaiden - Kengami no Souryuu) erschien ab 2016 und wurde im Deutschen 2017 in 3 Bänden veröffentlicht.
Der Ableger Fairy Tail: Happy no Daibōken (Fairy Tail ハッピーの大冒険) erschien von Juli 2018 bis April 2020 im Magazine Pocket. Die von Kenshiro Sakamoto geschriebene und gezeichnete Serie wurde auch in acht Sammelbänden veröffentlicht. Eine deutsche Fassung erschien als Fairy Tail – Happy's Adventure bei Carlsen von Juni 2020 bis August 2022, die Übersetzung stammt von Lasse Christian Christiansen. Kodansha Comics brachte eine englische Version heraus.

## Anime-Adaption
Im Zuge der Bekanntgabe der Auszeichnung mit dem Kōdansha-Manga-Preis im Shōnen Magazine, wurde zwei Wochenausgaben später an gleicher Stelle über den Beginn der Produktion einer Anime-Fernsehserie berichtet. Animiert wird diese erste Staffel der Serie von Satelight und A-1 Pictures, Regie führt Ishihira Shinji. Das Charakterdesign entwarf Aoi Yamamoto und die künstlerische Leitung übernahm Junko Shimizu.
Produziert wurde die Serie von beiden Animationsstudios als auch dem Fernsehsender TV Tōkyō. Dieser strahlte den Anime vom 12. Oktober 2009 bis zum 28. März 2013 mit 175 Episoden aus. Zur selben Uhrzeit lief die Serie auch auf den zum Network gehörigen Sendern TV Hokkaidō, TV Aichi, TV Ōsaka, TV Setouchi, TVQ Kyūshū, aber auch dem unabhängigen Sender Gifu Hōsō. Ab dem 19. folgte Nara TV und seit dem 23. Oktober landesweit AT-X. Crunchyroll streamte die Serie auf Englisch. In der Ausgabe des Weekly Shōnen Magazine vom 8. Januar 2014 wurde angekündigt, dass die Serie im April 2014 auf dem japanischen Sender Tokyo TV fortgesetzt wird.
Es erschienen auch zehn OVAs, manche sind eine Adaption von Hiro Mashimas Omake-Geschichten, wie zum Beispiel Fairy-Akademie, sowie. Die erste OVA Fairy Tail: Yōkoso Fairy Hills! erschien 2011. Am 18. August 2012 kam in Japan der Kinofilm Fairy Tail: Phoenix Priestess heraus, für den Hiro Mashima das Drehbuch schrieb und zu dem eine Prolog-OVA erschien. Ein zweiter Kinofilm namens Fairy Tail: Dragon Cry kam am 6. Mai 2017 in die japanischen Kinos.
Vom 5. April 2014 bis 26. März 2016 wurde die 2. Staffel mit zunächst 102 Episoden ausgestrahlt. Studio Satelight wurde dabei durch das Animationsstudio Bridge ersetzt und das Charakterdesign wurde von Shinji Takeuchi gestaltet. Ab April 2016 pausierte die Serie wieder, da sich der Anime zu diesem Zeitpunkt inhaltlich der Manga-Vorlage angenähert hatte, dass es kaum noch Material zum Adaptieren gab.
Die Vorgeschichte Fairy Tail Zero wurde ebenfalls von A-1 Pictures und Bridge adaptiert und gegen Ende der zweiten Staffel vom 9. Januar 2016 bis 12. März 2016 in 10 Episoden auf TV Tokyo ausgestrahlt.
Kazé Deutschland gab am 22. Januar 2017 bekannt sich die Lizenz für Fairy Tail für den deutschsprachigen Raum gesichert zu haben und plant diese auf DVD und Blu-ray zu veröffentlichen, mit deutscher Synchronisation sowie Original mit deutschen Untertiteln. Die deutsche Synchronfassung der ersten drei Episoden wurde am 29. August 2017 im Rahmen der Kazé Anime Nights 2017 in über 140 deutschen und österreichischen Kinos gezeigt. Seit dem 9. Oktober 2017 erscheinen die Episoden auf der VoD-Plattform Anime on Demand. In der Regel erscheinen zwei Folgen pro Woche. Im deutschen Free-TV ist die Serie seit dem 30. März 2018 auf ProSieben Maxx zu sehen.
Zeitnah zur japanischen Premiere des zweiten Kinofilmes Dragon Cry hat Kazé den Film ebenfalls im Rahman ihrer Anime Nights 2017 am 27. Juni und 16. Juli 2017 im Original mit deutschen Untertiteln in deutschen und österreichischen Kinos gezeigt. Am 31. Juli 2018 wurde der Film erstmals mit deutscher Synchronisation in der Kazé Anime Night 2018 erstaufgeführt und erschien am 30. November 2018 im Handel.
Der erste Film Phoenix Priestess wurde am 24. April 2018 im Rahmen der Kazé Anime Nights 2018 im Original mit deutschen Untertiteln in deutschen und österreichischen Kinos gezeigt. Für den 15. Juni 2018 ist die DVD- und Blu-ray-Veröffentlichung in Standard- und limitierten Editionen mit deutscher Synchronisation geplant gewesen. Der Termin wurde auf den 26. Oktober 2018 verschoben. Der Film erschien sechs Tage vor Veröffentlichung auf DVD und Blu-ray auf Anime on Demand erstmals mit deutscher Synchronisation.
Die dritte und finale Staffel der Anime-Serie lief vom 7. Oktober 2018 bis zum 29. September 2019. Neben A-1 Pictures und Bridge kam CloverWorks als weiteres Animationsstudio hinzu.
Vom 7. Juli 2024 bis 5. Januar 2025 lief im japanischen Fernsehen eine Anime-Adaption des Ablegers 100 Years Quest. Die Serie entsteht im Studio J.C.Staff und besteht aus 25 Folgen. Regie führen Toshinori Watanabe und Shinji Ishihira, die Drehbücher stammen von Atsuhiro Tomioka, das Charakterdesign von Yurika Sako und die Musik von Yasuharu Takanashi.

### Episodenliste
| Staffel | Episodenanzahl | Episodenanzahl | Erstveröffentlichung Japan | Erstveröffentlichung Japan | Deutschsprachige Erstveröffentlichung | Deutschsprachige Erstveröffentlichung |
| Staffel | Episodenanzahl | Episodenanzahl | Premiere                   | Finale                     | Premiere                              | Finale                                |
| ------- | -------------- | -------------- | -------------------------- | -------------------------- | ------------------------------------- | ------------------------------------- |
| 1       | 175            | 175            | 12. Oktober 2009           | 30. März 2013              | 29. August 2017                       | 4. Oktober 2019                       |
| 2       | 102            | 90             | 5. April 2014              | 26. Dezember 2015          | 20. Januar 2020                       |                                       |
| 2       | 102            | 10 (Zero)      | 9. Januar 2016             | 12. März 2016              |                                       |                                       |
| 2       | 102            | 2              | 19. März 2016              | 26. März 2016              |                                       |                                       |
| 3       | 51             | 51             | 7. Oktober 2018            | 29. September 2019         |                                       |                                       |
| Filme   | 2              | 2              | 18. August 2012            | 6. Mai 2017                | 31. Juli 2018                         | 20. Oktober 2018                      |

### Synchronisation
Die deutsche Synchronfassung entsteht bei Oxygen Sound Studios in Berlin unter der Dialogregie von René Dawn-Claude.
| Rolle            | japanischer Sprecher (Seiyū) | deutsche Sprecher    |
| ---------------- | ---------------------------- | -------------------- |
| Natsu Dragneel   | Tetsuya Kakihara             | Julius Jellinek      |
| Lucy Heartfilia  | Aya Hirano                   | Lina Rabea Mohr      |
| Happy            | Rie Kugimiya                 | Charlotte Uhlig      |
| Erza Scarlet     | Sayaka Ohara                 | Marieke Oeffinger    |
| Gray Fullbuster  | Yūichi Nakamura              | René Dawn-Claude     |
| Gajeel Redfox    | Wataru Hatano                | Marios Gavrilis      |
| Juvia Loxar      | Mai Nakahara                 | Josephine Schmidt    |
| Panther Lily     | Hiroki Tōchi                 | Torsten Münchow      |
| Carla            | Yui Horie                    | Sarah Alles          |
| Wendy Marvell    | Satomi Satō                  | Sarah Tkotsch        |
| Makarov Dreyar   | Shinpachi Tsuji              | Erich Räuker         |
| Laxus Dreyar     | Katsuyuki Konishi            | Jaron Löwenberg      |
| Mirajane Strauss | Ryouko Ono                   | Lisa May-Mitsching   |
| Elfman Strauss   | Hiroki Yasumoto              | Peter Lontzek        |
| Lisanna Strauss  | Harumi Sakurai               | Julia Fölster        |
| Loki/Leo         | Daisuke Kishio               | Bastian Sierich      |
| Gildarts Clive   | Kazuhiko Inoue               | Peter Flechtner      |
| Kana Alberona    | Eri Kitamura                 | Esra Vural           |
| Levy McGarden    | Mariya Ise                   | Samira Jakobs        |
| Jet              | Masaki Kawanabe              | Fabian Kluckert      |
| Bisca Mulan      | Satomi Arai                  | Sandrine Mittelstädt |
| Alzack Connell   | Yoshimitsu Shimoyama         | Jannik Endemann      |
| Warren Rocko     | Daisuke Kageura              | Jan Rohrbach         |
| Reedus Jonah     | Yuuichi Iguchi               | Florian Hoffmann     |
| Fried Justine    | Jun'ichi Suwabe              | Arne Stephan         |
| Evergreen        | Saori Seto                   | Jasmin Arnoldt       |
| Bixlow           | Yoshihisa Kawahara           | Fabian Oscar Wien    |
| Macao Conbolt    | Masaki Kawanabe              | Sven Fechner         |
| Yajima           | Masafumi Kimura              | Harald Effenberg     |
| Jellal Fernandes | Daisuke Namikawa             | Tim Knauer           |
| Lyon Vastia      | Yūki Kaji                    | Ricardo Richter      |
| Virgo            | Miyuki Sawashiro             | Jenny Maria Meyer    |
| Taurus           | Eiji Sekiguchi               | Tim Moeseritz        |
| Aquarius         | Eri Katamura                 | Ann Vielhaben        |
| Sagittarius      | Masaki Kawanabe              | Steven Merting       |
| Horologium       | Masaki Kawanabe              | Uwe Büschken         |
| Erzähler         | Hidekatsu Shibata            | Jürgen Kluckert      |
| Zeref Dragneel   | Akira Ishida                 | Patrick Baehr        |

### Musik
Bisher wurden für den Anime Fairy Tail 26 Vorspanntitel produziert:
1. Snow fairy von Funkist
2. S.O.W. Sense of Wonder (S.O.W.センスオブワンダー) von Idoling!!!
3. ft. von Funkist
4. R.P.G. ~Rockin' Playing Game von SuG
5. Egao no Mahō (エガオノマホウ) von Magic Party
6. Fiesta  von +Plus
7. Evidence  von Daisy x Daisy
8. The Rock City Boy  von Jamil
9. Towa no Kizuna  von Daisy x Daisy
10. I Wish  von Milky Bunny
11. Hajimari no Sora (はじまりの空) von +Plus
12. Tenohira von Hero
13. Break Through von Going under Ground
14. Fairy Tail ~Yakusoku no Hi~ von Chihiro Yonekura
15. Masayume Chasing von BoA
16. Strike Back von Back-On
17. Mysterious Magic von Do as Infinity
18. Break Out von V6
19. Yumeiro Graffiti von Tackey & Tsubasa
20. Never-end Tale von Tatsuyuki Kobayashi & Konomi Suzuki
21. Believe In Myself von Edge of Life
22. Ashita Wo Narase von Kavka Shishido
23. Power of the Dream von lol
24. Down by Law von The Rampage from Exil Tribe
25. No-Limit von Ōsaka ☆ Shunkashūtō
26. More than Like von BiSH

Ebenfalls wurden folgende 26 Abspanntitel produziert:
1. Kampeki gu~no ne (完璧ぐ〜のね) von Watari Rōka Hashiri Tai
2. Tsuioku Merry-Go-Round (追憶メリーゴーランド) von onelifecrew
3. Gomen ne, Watashi. (ごめんね, 私。) von Shiho Nanba
4. Kimi ga Iru Kara (君がいるから) von Mikuni Shimokawa
5. Holy Shine von Daisy x Daisy
6. Be As One von w-inds
7. Lonely Person von ShaNa
8. Don’t Think. Feel!!! von Idoling!!!
9. Kono Te Nobashite von (この手伸ばして) Hi-Fi Camp
10. Boys be Ambitious!! von Hi-Fi Camp
11. Glitter (Starving Trancer Remix) von Another Infinity feat. Mayumi Morinaga
12. Yell ~Kagayaku Tame no Mono~ von Sata Andagi
13. Kimi ga Kureta Mono von Shizuka Kudo
14. We’re The Stars von Manami
15. Kimi to kare to Boku to Kanojo to von Breathe
16. Kokoro no Kagi von May J.
17. Kimi no Mirai von Root Five
18. Don’t Let Me Down von Mariya Nishiuchi
19. Never ever von Tokyo Girls’ Style
20. Forever Here von Yoko Ishida
21. Azayaka na Tabiji von Megumi Mori
22. Landscape von Solidemo
23. Endless Harmony von Beverly feat. Loren
24. Pierce von EMPiRE
25. Boku to Kimo no Lullaby von Miyuna
26. Exceed von Miyuu

## Auszeichnungen
2009 wurde der Manga mit dem Kōdansha-Manga-Preis als bester Shōnen-Manga ausgezeichnet.
2012 wurde die Animeserie mit dem Meilleur Anime Japonais als bester Anime ausgezeichnet.